# Des O'Connor
Desmond Bernard O'Connor, detto Des (Londra, 12 gennaio 1932 – Buckinghamshire, 14 novembre 2020), è stato uno showman e cantante britannico.

## Biografia
Popolarissimo volto televisivo, divenne noto per aver animato il The Des O'Connor Show, trasmesso dal 1963 al 1973 su ITV. Condusse anche numerosi game show tra cui Take Your Pick, andato in onda dal 1992 al 1999.
O'Connor registrò 36 album, riuscendo a piazzare quattro singoli nella top ten britannica dei singoli; uno di essi, I Pretend, conquistò la vetta e andò molto bene anche all'estero, per un totale di sedici milioni di dischi venduti. Ebbe modo di collaborare con Frank Sinatra, Adam Faith, Beatles, Shirley Bassey, Barbra Streisand, Cilla Black, Roger Whittaker (con cui realizzò un duetto); inoltre si esibì nei tour di Buddy Holly e Jason Donovan.
Morì a 88 anni nel novembre del 2020, per le conseguenze di una grave caduta in casa. L'artista dal 2017 era affetto dalla malattia di Parkinson. 

## Vita privata
Dopo tre divorzi, si sposò per la quarta volta. Questo matrimonio ebbe fine con la morte di O'Connor. 
Ebbe in tutto cinque figli.

## Discografia parziale

### Singoli
- 1957: Moonlight Swim
- 1958: It's a Sin to Tell a Lie
- 1962: Thin Chow Min
- 1967: Careless Hands
- 1968: I Pretend
- 1968: One, Two, Three O'Leary
- 1969: Dick-A-Dum-Dum (King's Road)
- 1969: Loneliness
- 1969: I'll Go On Hoping
- 1970: The Tip of My Fingers
- 1986: The Skye Boat Song
- 1988: Neighbours

### Album
- 1968: I Pretend
- 1970: With Love
- 1972: Sing a Favourite Song
- 1980: Just for You
- 1984: Des O'Connor Now
- 1992: Portrait
- 2001: A Tribute to the Crooners